# Титосэ (крейсер)
«Титосэ» (яп. 千 титосэ, известен также как «Читозе»)— бронепалубный крейсер Японского Императорского флота. Один из двух крейсеров типа «Касаги», построенных по Второй чрезвычайной программе пополнения флота 1896 года. Участвовал в Русско-японской и Первой мировой войне.
Получил название в честь города Титосэ, старейшего японского города на острове Хоккайдо.

## Конструкция

### Корпус
Корпус крейсера стальной, с двойным дном, ниже броневой палубы разделен 16 водонепроницаемыми переборками. Водоизмещение «Читосэ» оказалось на 105 тонн больше контрактного.

### Бронирование
Жизненно важные механизмы, котлы, машины и погреба боезапаса защищены карапасной броневой палубой толщиной в 63 мм, толщина брони на скосах — 114 мм. 203-мм орудия прикрыты 114-мм щитами. Толщина брони боевой рубки крейсера составляла 114 мм. Вся броня «гарвеевского» типа. 

### Артиллерийское вооружение
Главный калибр крейсера — два 203-мм скорострельных орудия раздельного заряжания системы Армстронга с длиной ствола 45 калибров. Максимальная дальность стрельбы составляла до 18 000 м, максимальная скорострельность до 2 выстрелов в минуту. Одно орудие устанавливалось на полубаке, другое — на полуюте. Угол обстрела каждого орудия — по 270 градусов. Поворот орудия осуществлялся как электромоторами со скоростью 270 градусов в минуту, так и вручную. 
Артиллерия среднего калибра состояла из десяти 120-мм скорострельных орудий раздельного заряжания системы Армстронга с длиной ствола 40 калибров. Максимальная дальность стрельбы составляла до 9000 м, максимальная скорострельность до 12 выстрелов в минуту. Два орудия устанавливались в одноорудийных казематах в носовой части крейсера,  остальные восемь орудий устанавливались в спонсонах на верхней палубе.
Двенадцать 76-мм скорострельных орудий устанавливались: два в носовом каземате под полубаком, два в кормовом каземате под полуютом в командирской каюте, остальные восемь — на верхней палубе между 120-мм орудиями. Длина ствола орудия составляла 40 калибров. Максимальная дальность стрельбы до 10 000 м, максимальная скорострельность до 15 выстрелов в минуту.
Шесть 47-мм скорострельных пушек Гочкиса устанавливались: две на верхней палубе по одному с каждого борта у грот-мачты и по два на каждом марсе мачт крейсера. Орудия были прикрыты легкими щитами. Максимальная дальность стрельбы составляла до 6000 м, максимальная скорострельность до 20 выстрелов в минуту.
Боезапас в мирное время для каждого орудия составлял: для 203-мм по 100 выстрелов на каждое орудие, 120-мм — по  200, 76-мм — по 300, 47-мм — по 400.

### Минное вооружение
На «Читосэ» было установлено пять 356-мм надводных торпедных аппаратов, четыре бортовых и один расположенный в форштевне. Боезапас торпедных аппаратов составлял 25 самодвижущихся мин (торпед).

### Силовая установка
Две паровые машины тройного расширения с вертикально установленными цилиндрами. Диаметр цилиндров составлял 1,016 м, 1,52 м и 1,68 м, ход поршней 0,91 м. Мощность машин 15 000 л.с., с частотой вращения валов 150 об/мин. Пар вырабатывали 12 цилиндрических котлов. Нормальный запас угля «Читосэ» составлял 350 т, полный — 1000 т. Расчетная дальность плаванья до 4200 миль 12-узлового хода. 

## История службы
При спуске крейсера на воду его «крёстной матерью» стала племянница губернатора Калифорнии, разбившая о его борт бутылку калифорнийского вина. 30 апреля 1898 года «Титосэ» прибыл в Йокосуку.
В апреле 1900 года крейсер принял участие в больших манёврах Императорского флота в составе Блокируемой эскадры.

### Русско-японская война
Перед началом русско-японской войны крейсер «Читосэ» вошел в состав 3-го боевого отряда 1-й эскадры Соединенного флота, став флагманским кораблем командира отряда вице-адмирала С. Дэва.
9 февраля 1904 года крейсер в составе своего отряда принял участие в бою с 1-й Тихоокеанской эскадрой ведя огонь по «Аскольду» и «Новику». В дальнейшем неоднократно вел разведку, обеспечивал действия миноносцев и брандеров. 25 февраля участвовал в потоплении миноносца «Внушительный». 26 февраля крейсер во главе отряда поддерживал свои миноносцы в ходе боя с русским миноносцем «Стерегущий».
13 апреля «Титосэ» в составе своего отряда вел бой с крейсером «Баян», вышедшем на помощь миноносцу «Страшный».
23 июня при выходе нашей эскадры в море «Титосэ» в составе отряда вел наблюдение за действиями русских кораблей. 10 августа в ходе боя в Желтом море «Титосэ» участвовал в неудачном преследовании «Аскольда» и «Новика».
15 августа «Титосэ» и «Цусима» были направлены к Хоккайдо для перехвата крейсера «Новик». 20 августа в бою между «Новиком» и «Цусимой» «Титосэ» принять участие не успел, но на следующий день обстрелял уже затопленный корпус русского крейсера на рейде Корсаковска.
27 мая 1905 года в Цусимском сражении «Титосэ» действовал в составе 3-го боевого отряда вице-адмирала С. Дэва. Крейсер участвовал в бою с русскими крейсерами «Олег», «Аврора» и «Жемчуг», а также вел огонь по плавучей мастерской «Камчатка», буксирному пароходу «Русь» и транспортам. После того, как около 17:00 был выведен из строя флагман 3-го отряда «Касаги» «Титосэ» сопровождал его до места ремонта, затем, приняв на борт вице-адмирала С. Дэва, вернулся для участия в сражении на следующий день.
Утром 28 мая «Титосэ» обнаружил миноносец «Безупречный», который шел в одиночку по направлению к Владивостоку. После часового боя «Безупречный» был потоплен, спасенных не было. Уже после сдачи остатков русской эскадры «Титосэ» принял участие в безуспешной погоне за крейсером «Изумруд».
После Цусимского сражения в июле «Титосэ» принимал участие в прикрытии высадки дополнительных войск в Северную Корею. В конце июля — крейсер прибыл на ремонт в Майдзуру.

### Между двух войн
В 1907 году «Титосэ» совершил кругосветное плавание, в том числе в мае 1907 года принял участие в праздновании 300-летия первого английского поселения в Северной Америке. В 1910 году в ходе модернизации цилиндрические котлы были заменены на котлы «Миябара».

### Первая мировая война
С началом Первой мировой войны крейсер «Титосэ» занимался патрулированием между Сингапуром и Борнео (Калимантан).

### Завершение службы
В 1922 году «Титосэ» был переклассифицирован в корабль береговой обороны 2-го класса и частично разоружен. 

1928 году исключен из боевого состава флота. Затем переоборудован в корабль-цель № 1 (Hai Kan No. 1) и 19 июля 1931 года был потоплен в ходе учений.

## Командиры корабля
- капитан 1-го ранга Сакураи Кикунодзо (Sakurai, Kikunozo) — с 1 марта 1898 года по 20 апреля 1899 года[12].
- капитан 1-го ранга Хосоя Сукэдзи (Hosoya, Sukeuji) — с 13 октября 1899 года по 20 мая 1900 года[13].
- капитан 1-го ранга Накао Ю (Nakao, Yu) — с 20 мая 1900 года по 13 марта 1901 года[13].
- капитан 1-го ранга Тэрагаки Идзо (Teragaki, Izo) — с 13 февраля 1901 года по 12 января 1903 года[14].
- капитан 1-го ранга Такаги Сукэкадзу (Takagi, Sukekazu) — с 7 июля 1903 года по 22 января 1904 года[15].
- капитан 1-го ранга Обана Санго (Obana, Sango) — с 12 декабря 1905 года по 11 мая 1906 года[16].
- капитан 1-го ранга Ямая Танин (Yamaya, Tanin) — с 14 января 1907 года по 27 декабря 1907 года[17].
- капитан 1-го ранга Саяма Тоёнари (Sayama, Toyonari) — с 27 декабря 1907 года по 15 сентября 1908 года[17]
- капитан 1-го ранга Ямада Нараносукэ (Yamada, Naranosuke) — с 15 сентября 1908 года по 10 декабря 1908 года[18].